# شاز بالمينتري
شاز بالمينتري (بالإنجليزية: Chazz Palminteri)‏ ممثل أمريكي من مواليد 15 مايو 1952.

## مواقع خارجية
- شاز بالمينتري على موقع IMDb (الإنجليزية)
- شاز بالمينتري على موقع روتن توميتوز (الإنجليزية)
- شاز بالمينتري على موقع ألو سيني (الفرنسية)
- شاز بالمينتري على موقع ميوزك برينز (الإنجليزية)
- شاز بالمينتري على موقع أول موفي (الإنجليزية)
- شاز بالمينتري على موقع قاعدة بيانات برودواي على الإنترنت (الإنجليزية)
- شاز بالمينتري على موقع قاعدة بيانات الأفلام السويدية (السويدية)
- شاز بالمينتري على موقع إن إن دي بي (الإنجليزية)
- شاز بالمينتري على موقع قاعدة بيانات الفيلم (الإنجليزية)
- شاز بالمينتري على موقع كينوبويسك (الروسية)